# Стили китайской каллиграфии
При создании китайской каллиграфии знаки китайского письма обычно изображаются в соответствии с правилами одного из пяти наиболее известных стилей. Они развивались вместе с китайским языком.

## Стили
|                                         | Чжуаньшу           | Лишу           | Синшу             | Цаошу             | Кайшу             |
| --------------------------------------- | ------------------ | -------------- | ----------------- | ----------------- | ----------------- |
| Ханьцзы (трад.), кандзи, ханча, хан ты) | 篆書               | 隸書 (яп 隷書) | 行書              | 草書              | 楷書              |
| Ханьцзы (упр.)                          | 篆书               | 隶书           | 行书              | 草书              | 楷书              |
| Пиньинь, система Палладия               | zhuànshū, чжуаньшу | lìshū, лишу    | xíngshū, синшу    | cǎoshū, цаошу     | kǎishū, кайшу     |
| Система Поливанова                      | тэнсё              | рэйсё          | гё:сё             | со:сё             | кайсё             |
| Хангыль, система Концевича              | 전서, чонсо        | 예서, йесо     | 행서, хэнъсо      | 초서, чосо        | 해서, хэсо        |
| Куокнгы, транскрипция                   | triện thư, чьентхы | lệ thư, летхы  | hành thư, ханьтхы | thảo thư, тхаотхы | khải thư, кхайтхы |
| Изображение                             |                    |                |                   |                   |                   |

При написании каллиграфии используются также местные упрощения (например, синдзитай).
В японской каллиграфии используется катакана и хирагана. Катакана произошла от стиля кайшу, а хирагана — от цаошу. Аналогично, в Корее для каллиграфии используется хангыль.

### Чжуаньшу
Чжуаньшу, «иероглифы печати», появился в VIII—III веках до н. э. и был официальным стилем письма в царстве Цинь, а затем в Восточной Чжоу в Цинь и распространялся в те регионы, которые Цинь завоёвывало. Чжуаньшу — самый часто используемый из архаичных стилей каллиграфии.
Существует два его основных варианта: «большая печать» (кит. 大篆, пиньинь dàzhuàn, палл. дачжуань) и «малая печать» (кит. 小篆, пиньинь xiǎo zhuàn, палл. сяочжуань).
В конце XX века этот стиль в основном использовался для инканов. Хотя сама печать изготавливается из древесины, жадеита и других материалов, надпись для оттиска выполняется кистью и тушью.
Большинство китайцев не могут читать чжуаньшу, его использование обычно ограничивается каллиграфией.

### Лишу
Лишу развился из вульгарного варианта чжуаньшу во время царствования династии Хань, во II веке н. э..
Одна из наиболее характе́рных черт лишу — расширяющийся «хвост» горизонтальных и диагональных черт, называющийся по-китайски «голова шелковичного червя и гусиный хвост» кит. упр. 蠶頭雁尾, пиньинь cántóu yànwěi, палл. цаньтоу яньвэй.
Лишу доступен для чтения владеющим кайшу, хотя архаичный лишу времён династии Цинь сложен для чтения, поэтому современные надписи в этом стиле обычно выполнены поздним лишу.

### Синшу
Синшу, «бегущий стиль», имеет особенность: черты в этом стиле сливаются друг с другом. Кисть редко отрывают от бумаги. Это самый новый из стилей, произошедший из кайшу.
Образованный китаец может прочесть бо́льшую часть написанного синшу.

### Цаошу
Цаошу, или «травяной стиль» — это полноценный рукописный курсив, произошедший из лишу, для чтения которого нужны специфические навыки. Даже умеющий читать синшу не в состоянии прочесть цаошу без обучения.
Иероглифы в цаошу пишутся без отрыва кисти, зачастую перетекая друг в друга. Для создания «прекрасного» внешнего вида надписи черты подвергаются модификации или вовсе опускаются. Округлые знаки цаошу и лигатуры трудны для прочтения, поэтому цаошу широко никогда не использовался.
Хирагана произошла из цаошу.

### Кайшу
Кайшу — самый популярный и один из наиболее поздних стилей каллиграфии: появился между правлением династии Хань и Троецарствием. Популярным кайшу стал во время правления Южных и Северных династий. Он произошёл из тщательно написанного лишу. Все черты иероглифов кайшу разделены, кисть в процессе отрывается от бумаги столько раз, сколько отдельных черт в иероглифе.
Кайшу — первый стиль, которому учат иностранцев и маленьких детей, а также обучающихся каллиграфии.

### Эдомодзи
Эдомодзи (яп. 江戸文字) — японский каллиграфический стиль, изобретённый в период Эдо, предназначенный для рекламы и вывесок. Он используется в Китае и Корее для оформления вывесок японских ресторанов.
- Кантэйрю (яп. 勘亭流 кантэйрю:, стиль Кантэя) использовался для оформления программок к спектаклям Кабуки и ракуго[9]. Изобретён Окадзакия Канроку (яп. 岡崎屋 勘六), название стиля происходит от прозвища Окадзакии: «Кантэй» (яп. 勘亭).

- Ёсэмодзи (яп. 寄席文字, буквы для театра ёсэ) — комбинация стилей «кантэйрю» и «тётин-модзи», использовался для оформления афиш и листовок.

- Кагомодзи (яп. 篭文字, буквы в клетках) — обычно изображается лишь внешний контур толстых квадратных знаков кагомодзи.

- Хигэмодзи (яп. 髭文字, усатые буквы) — у знаков хигэмодзи имеются «усики». Ими оформляют упаковку какигори и рамунэ, а также бочки с саке.

- Сумомодзи (яп. 相撲文字 сумо:модзи, буквы для сумо) — используется в рекламных плакатах и программках сумо[9].

- Тётин-модзи (яп. 提灯文字 тё:тин модзи, буквы для тётинов) — используются для надписей на фонарях тётинах, к примеру, на якиториях.

- Какудзи (яп. 角字, угловатые буквы) — используется для печатей.

### Као
Као — стилизованная каллиграфическая подпись, которая имелась у многих императоров, сёгунов и политиков.